# Arabe (1917)
Arabe – francuski niszczyciel z okresu I wojny światowej. Jednostka typu Arabe, podobnie jak inne jednostki tego typu zbudowana w Japonii. Okręt wyposażony w cztery kotły parowe i trzy maszyny parowe. Zapas paliwa składał się ze 102 ton węgla i 118 ton ropy. Z listy floty skreślony w 1936 roku.